# 福田村 (福島県相馬郡)
福田村（ふくだむら）は、昭和29年（1954年）まで福島県相馬郡北東部にあった村。現在の新地町福田・真弓・埒木崎にあたる。

## 地理
- 山岳：五社壇 (386m)、地蔵森 (348m)
- 河川：埒川、三滝川
- 海：太平洋

太平洋に面する東部が埒木崎、北西部が福田、南西部が真弓。福田峠を越える道（現：県道103号）は
大内村の南伊手部落に通じ、村の南端の新地村との境を走る鈴宇峠越えの林道（松谷街道）は大内の中心部へと通じている。

## 歴史
- 明治22年（1889年）4月1日 - 町村制施行にともない、福田村・真弓村・埒木崎村の計3か村が合併して新制の宇多郡福田村が発足。
- 明治29年（1896年）4月1日 - 宇多郡と行方郡が合併して相馬郡が発足。相馬郡福田村となる。
- 昭和29年（1954年）8月20日 - 新地村・駒ヶ嶺村と合併し、新制の新地村となる。

## 行政

### 首長
- 歴代村長

| 代 | 氏名     | 就任                   | 退任                      | 備考 |
| -- | -------- | ---------------------- | ------------------------- | ---- |
| 1  | 加藤哲治 | 明治22年（1889年）7月  | 明治38年（1905年）7月     |      |
| 2  | 目黒真亮 | 明治38年（1905年）10月 | 明治39年（1906年）12月    |      |
| 3  | 佐藤丙八 | 明治40年（1907年）12月 | 大正9年（1920年）8月      |      |
| 4  | 目黒真亮 | 大正9年（1920年）10月  | 大正13年（1924年）10月    | 再任 |
| 5  | 荒慶吉   | 大正13年（1924年）10月 | 昭和4年（1929年）6月6日   |      |
| 6  | 高橋一馬 | 昭和4年（1929年）      | 昭和12年（1937年）        |      |
| 7  | 遠藤多平 | 昭和12年（1937年）     | 昭和16年（1941年）        |      |
| 8  | 桜井金吉 | 昭和16年（1941年）     | 昭和20年（1945年）        |      |
| 9  | 佐藤清   | 昭和20年（1945年）     | 昭和21年（1946年）        |      |
| 10 | 佐藤清平 | 昭和22年（1947年）     | 昭和29年（1954年）8月19日 |      |

## 地域

### 人口
| 1920年 | 1,990人 |  |
| 1925年 | 2,110人 |  |
| 1930年 | 2,187人 |  |
| 1935年 | 2,290人 |  |
| 1940年 | 2,257人 |  |
| 1947年 | 2,877人 |  |
| 1950年 | 2,862人 |  |

※国勢調査による

## 交通

### 鉄道
日本国有鉄道常磐線：駅なし

### 道路
- 国道6号